# 2010年ミャンマー総選挙
2010年ミャンマー総選挙（2010ねんミャンマーそうせんきょ）は、2010年11月7日に行われたミャンマー連邦の総選挙である。2008年制定の新憲法に基づいて複数政党制により行われた。

## 概要
2008年の国民投票で創られた新憲法に基づいて行われる複数政党制による総選挙である。両院制の連邦議会（人民代表院と民族代表院）と14の地域・州議会の議員を選出する三つの選挙が同時に行われ、有権者は3票を投じた（0.1％以上の人数を持つ少数民族に属している有権者は、少数民族代表も選ぶため4票）。ミャンマー当局は選挙を「民主化へのロードマップ」と位置づけている。議席の4分の1は軍人に振り分けられる。長年国家元首として君臨していたタン・シュエ国家平和発展評議会議長は、総選挙後に引退するとされるが、タン・シュエは「かつて独立のために政治家が、軍の指揮官となった。われわれは必要があれば、いつでも国政に参加し奉仕する」と述べており、新政府発足後も、政治に対する軍部の影響力は引き続き維持するものとみられている。
ミャンマー民主化指導者であるアウンサンスーチーの党である国民民主連盟（NLD）は選挙をボイコットすることを決定し、2010年5月に解党した。アウンサンスーチー個人の投票権については、当初軍政側は認めなかったが、後に認めた。しかし、本人は投票のボイコットを表明、投票しなかった。

## 基礎データ
- 投票日：2010年11月7日

連邦議会を構成する人民代表院と民族代表院及び14の地域・州議会の議員を選挙。
- 選挙制度（民選枠）：小選挙区制
- 選挙区：1,171選挙区
- 実施選挙区：1,154選挙区
- 登録申請政党数：47政党
- 参加政党数：37政党
- 有権者数（概数）：2,900万人
- 立候補者数：3,069名（うち無所属候補は82名）
- 平均競争率：2.7倍
- 投票率
  - 人民代表院：77.3％
  - 民族代表院：76.8％
  - 地域・州議会：76.6％

出典：工藤年博「2010年のミャンマー」表2「2010年と1990年の総選挙の概要」、『アジア動向年報』、2011年、399頁。

## 参加政党
37政党が選挙に参加した。2010年8月30日までに立候補の届出をすることになっていたが、これには民主化勢力から「準備期間が短すぎる」といった批判の声が挙がっていた。
主な参加政党は以下の通り。
- 連邦団結発展党（USDP） - 連邦団結発展協会（USDA）を母体とする政党で、軍事政権の流れをくんでいる。他の追随を許さない立候補者数と、軍政時代に貯め込んだ豊富な資金力を生かし、マイクロクレジットや、携帯電話、家財道具などのプレゼントを行うことで党員獲得、支持者の拡大を行っており、選挙前から議会の多数派を占めることが有力視されていた[6]。
- 国民統一党（NUP） - ビルマ社会主義計画党（BSPP）の後継政党。USDP以外ではNUPのみがほぼ全選挙区に候補者を擁立した。
- 国民民主勢力（NDF） - 旧NLDのうち、総選挙出馬を主張した分派による政党。しかし選挙を批判するスーチーらは参加しておらず、支持の広がりに欠けているとされた。
- ミャンマー連邦88年青年学生党
- 民主党
- シャン民族民主戦線
- タアン民族党

など。選挙に参加した37政党の内、1990年総選挙時からの継続政党は4党、新規政党は33政党となった。なお選挙管理委員会に設立を申請し政党設立及び登録が認められた政党は42政党であるが、総選挙参加要件である最低3選挙区以上への候補者擁立ができず、連邦カレン連盟など5つの政党が失格となった。

## 各党の主張
選挙戦は、ミャンマー国軍が後ろ盾となっている体制政党のUSDPに、小規模な民主化政党及び少数民族政党、第3極形成を目論むBSPPの後継政党であるNUPによる三つ巴の構図となった。
- 連邦団結発展党 - 複数政党による民主主義の確立、市場経済システムの確立、労働者の社会的地位向上、信教の自由の確約など[7]。また、連邦団結発展党の選挙ポスターでは「国民が第一」と謳われているが、街行く市民たちの反応は、怒りや落胆、嘲笑などといった否定的なものが多いという[8]（もっとも、これについて報道したイラワジが8888蜂起の亡命者によって動いていることを考えれば、こうした厳しい評価は当然と言える）。
- 国民民主勢力 - 政府が重点的に取り組んでいる、少数民族に関する政治的な問題は、民主主義や人権問題と並んで解決されるべきとする。ただし、その民主化を謳っていた本家の国民民主連盟から分派して、わざわざ選挙に参加した勢力の主張ということで、説得力は弱くなっているようだ[9]。

## 選挙結果
軍事政権が組織した連邦団結発展党（USDP）は選挙管理委員会から選挙結果が発表されていない11月9日の段階で、独自集計の結果として「議席の8割を獲得した」と勝利宣言した。国民民主勢力（NDF）など民主化勢力の獲得議席は少数にとどまり、選挙は不正であると訴えていく姿勢を示した。その一方で、シャン民族民主党やラカイン民族発展党などはUSDPによる不正を認めつつも「時間とお金を無駄にしないため不服申し立てはしない」と表明した。最終的な各党当選者数は以下の表の通りである。
| 党派                     | 党派         | 連邦議会    | 連邦議会    | 連邦議会      | 連邦議会      | 地域・州議会 | 地域・州議会  |
| 党名                     | 略称（英語） | 人民 代表院 | 民族 代表院 | 連邦議会 議席 | 構成比 （％） | 議席数       | 構成比 （％） |
| ------------------------ | ------------ | ----------- | ----------- | ------------- | ------------- | ------------ | ------------- |
| 連邦団結発展党           | USDP         | 259         | 129         | 388           | 78.7          | 495          | 74.9          |
| シャン民族民主党         | SNDP         | 18          | 3           | 21            | 4.3           | 36           | 5.4           |
| 国民統一党               | NUP          | 12          | 5           | 17            | 3.4           | 46           | 7.0           |
| ラカイン民族発展党       | RNDP         | 9           | 7           | 16            | 3.2           | 19           | 2.9           |
| 国民民主勢力             | NDF          | 8           | 4           | 12            | 2.4           | 4            | 0.6           |
| 全モン地域民主党         | AMRDP        | 3           | 4           | 7             | 1.4           | 9            | 1.4           |
| チン進歩党               | CPP          | 2           | 4           | 6             | 1.2           | 6            | 0.9           |
| パロン・サウァー民主党   | PSDP         | 2           | 3           | 5             | 1.0           | 4            | 0.4           |
| パオ民族機構             | PNO          | 3           | 1           | 4             | 0.8           | 6            | 0.9           |
| チン民族党               | CNP          | 2           | 2           | 4             | 0.8           | 5            | 0.8           |
| ワ民主党                 | WDP          | 2           | 1           | 3             | 0.6           | 3            | 0.5           |
| カレン人民党             | KPP          | 1           | 1           | 2             | 0.4           | 4            | 0.6           |
| タアン（パラウン）民族党 | T(P)NP       | 1           | 1           | 2             | 0.4           | 4            | 0.6           |
| 統一民主党（カチン州）   | UDP(Kachin)  | 1           | 1           | 2             | 0.4           | 2            | 0.3           |
| イン民族発展党           | INDP         | 1           | 0           | 1             | 0.2           | 3            | 0.5           |
| カレン州民主発展党       | KSDDP        | 0           | 1           | 1             | 0.2           | 1            | 0.2           |
| 民主党（ミャンマー）     | DP(Myanmar)  | 0           | 0           | 0             | 0.0           | 3            | 0.5           |
| カヤン民族党             | KNP          | 0           | 0           | 0             | 0.0           | 2            | 0.3           |
| 国民発展民主党           | NDPD         | 0           | 0           | 0             | 0.0           | 2            | 0.3           |
| 88世代学生青年党         | 88Generation | 0           | 0           | 0             | 0.0           | 1            | 0.2           |
| 少数民族発展党           | ENDP         | 0           | 0           | 0             | 0.0           | 1            | 0.2           |
| ラフ民族発展党           | LDNP         | 0           | 0           | 0             | 0.0           | 1            | 0.2           |
| 無所属                   |              | 1           | 1           | 2             | 0.4           | 4            | 0.6           |
| 合計                     | 合計         | 325         | 168         | 493           | 100.0         | 661          | 100.0         |

出典：表2「政党別議席数」、アジア経済研究所編『アジア動向年報』2011年版（アジア経済研究所）401頁
軍政与党であるUSDPは連邦議会と地域・州議会のいずれでも8割近い議席を獲得して圧勝した。NLDから離脱した人々によって結成されたNDFは敗北、旧政権政党BSPPの後継政党であるNUPも大敗を喫した。一方、少数民族政党はそれぞれの地域において善戦健闘し、シャン民族民主党がUSDPに次いで第2党に、ラカイン民族発展党は第4党になるなどした。

## 諸外国の反応

### 選挙前
総選挙について、フィリピンは「茶番劇」、アメリカは「見かけ倒し」と批判していた。

### 選挙後
- 国際連合や先進国は、反軍事勢力がほとんど排除された選挙であると批判。
- 東南アジア連合(ASEAN) は、「国の安定と発展に向けて、国民和解と民主化プロセスの加速化を継続するよう促す」とする声明を発表。
- 中国は、平和的な選挙だったとした。

## 国名・国旗変更の予定

新国旗

2008年に創られた新憲法下で行われる2010年の総選挙後に、新政府樹立の一環としてミャンマーの国名（ミャンマー連邦からミャンマー連邦共和国へ）と国旗の変更が行われる予定であった。しかし、軍事政権は総選挙を前に国旗と国名の変更を行った。

## 選挙の正当性
ミャンマーの選挙管理委員会は、2010年10月18日に、総選挙の際、外国の選挙監視団や記者を受け入れない方針を示した。選挙の正当性についての国際社会の疑問が強まっている。